# Csobánkai Huzatos-barlang
A Csobánkai Huzatos-barlang a Duna–Ipoly Nemzeti Parkban lévő Pilis hegységben, a Csúcs-hegyen található egyik barlang. A Csúcs-hegy 11 barlangja közül ez a második leghosszabb.

## Leírás
Csobánka szélén, a Csúcs-hegy nyugati oldalában elhelyezkedő sziklacsoportban, sziklafal tövében van a természetes jellegű főbejárata. A település szélén, ahol a Kevély-nyereg felé tartó piros sáv jelzésű turistaút letér az aszfaltútról, ott kell lejtőirányba felfelé kanyarodni és akkor lehet eljutni a sziklacsoporthoz. A főbejárat mellett egy körülbelül 10 méter magas sziklatorony áll, amely messziről is jól látható. A főbejárat felett hat méterrel egy másik, hasadékszerű bejárata is van, de ez csak karcsú alkatúak számára járható.
A 36 méter hosszú, 9 méter függőleges kiterjedésű barlang felső triász dachsteini mészkőben jött létre, és jellegzetes oldott formakinccsel rendelkezik. Mérete miatt az Oszoly és a Csúcs-hegy egyik legjelentősebb barlangja. Lejtős, oldott, csőszerű lejáratán omladékos üregbe, majd tág, magas terembe lehet jutni. A felső bejárat is ide csatlakozik. A falakon cseppkőképződmények és látványos oldásformák figyelhetők meg.
Előfordul irodalmában Kismacska-barlang (Kraus 1997) és Kis Macska barlang (Kucsera 1993) neveken is. 1991-ben volt először Csobánkai Huzatos-barlangnak nevezve a barlang az irodalmában.

## Kutatástörténet
1987-ben fedezte fel a barlangot az Aragonit Barlangkutató Csoport. Felfedezésekor 5 m hosszú vízszintes kuszoda volt. Egy szűkület átbontása után a csoport tagjai 18 m hosszú vízszintes járatot tártak fel, amelyben egy 4 m magas terem van, valamint három irányban szűkület és járat. A Kárpát József által írt és 1991-ben készült kéziratban meg van említve, hogy a Csobánkai Huzatos-barlang (Csobánka) 35 m hosszú és 9 m mély. Az Aragonit Barlangkutató és Természetbarát Egyesület 1992-ben tervezte, hogy 1993-ban folytatja a barlang kutatását és lezárja a bejáratát.
1997. május 7-én Regős József felmérte és a felmérés alapján 1997. május 10-én Kraus Sándor rajzolt alaprajz térképet, amely 1:100 méretarányban készült, valamint három keresztszelvényt, amelyek 1:50 méretarányban lettek szerkesztve. 1997. májusban Kraus Sándor rajzolt helyszínrajzot, amelyen a Csúcs-hegy barlangjainak földrajzi elhelyezkedése van ábrázolva. A rajzon látható a Huzatos (Kismacska) névvel jelölt barlang földrajzi elhelyezkedése. Kraus Sándor 1997. évi beszámolójában az olvasható, hogy az 1997 előtt is ismert Csobánkai Huzatos-barlangnak (Kismacska-barlang) 1997-ben készült el a térképe. Jelentős barlang, amely további kutatást igényel. A jelentésbe bekerült az 1997-es helyszínrajz.